# Patrick Roberts
Patrick John Joseph Roberts (Kingston upon Thames, 5 de fevereiro de 1997) é um futebolista inglês que joga como ponta-direita no Sunderland.

## Fulham
Contratado pelo Fulham junto ao AFC Wimbledon quando tinha apenas 13 anos de idade, Patrick Roberts assinou o seu primeiro contrato profissional pouco depois de seu aniversário de 17 anos em fevereiro de 2014, assinando um contrato que duraria até o segundo semestre de 2016.

## Manchester City
Roberts foi anunciado pelo Manchester City no dia 19 de julho de 2015. O valor da transação não foi divulgado oficialmente, mas acredita-se que a taxa é de aproximadamente 11 milhões de libras. Patrick Roberts fez sua estreia no torneio International Champions Cup de 2015 contra o Real Madrid, substituindo Jesús Navas.
Na Premier League, disputou seu primeiro - e até agora, único - jogo oficial pelos Citizens na derrota por 4 a 1 frente ao Tottenham, entrando no lugar de Sergio Agüero.

## Empréstimo ao Celtic
Sem espaço no City, Roberts foi emprestado por 18 meses ao Celtic. Desde então, foram 13 partidas (11 pelo Campeonato Escocês, 2 pela Copa da Escócia) e 6 gols marcados.

## Títulos
Manchester City
- Copa da Liga Inglesa: 2015–16

Celtic
- Campeonato Escocês: 2015–16

Inglaterra
- Campeonato Europeu Sub-17: 2014

### Prêmios individuais
- Equipe do torneio do Campeonato Europeu Sub-17 de 2014